# Projapygidae
Projapygidae (лат.) — семейство двухвосток (Diplura). Крыльев и глаз нет. Ротовой аппарат грызущий, полностью погружён в головную капсулу. Грудь с 3 парами торакальных стигм. Церки брюшка пронизаны каналом церкальной железы. Мандибулы с подвижной нижней лопастью. 
Абдоминальные сегменты с дыхальцами. Трихоботрии расположены на 4—22 члениках усика. Церки цилиндрические, короткие.

## Систематика
Около 40 видов.
- Biclavula San Martín, 1963 — Уругвай
  - Biclavula wygodzinskyi San Martin, 1963
- Pentacladiscus San Martín, 1963 — 2 вида (Бразилия)
  - Pentacladiscus manegarzoni San Martín, 1963
  - Pentacladiscus schubarti San Martín, 1963
- Projapyx Cook, 1899 — 7 видов (Бразилия, Африка)
  - Projapyx brasiliensis Silvestri, 1938
  - Projapyx congruens Silvestri, 1938
  - Projapyx eburneus (Paulian & Delamare-Deboutteville, 1948)
  - Projapyx imperfectus Pagés, 1958
  - Projapyx incomprehensus Silvestri, 1909
  - Projapyx jeanneli Delamare-Deboutteville, 1947
  - Projapyx stylifer Cook, 1899
- Symphylurinus Silvestri, 1909 — около 30 видов (Африка, Азия, Южная Америка)